# Столкновение над авиабазой Рамштайн
Столкновение над авиабазой Рамштайн — авиакатастрофа, случившаяся в воскресенье 28 августа 1988 года во время авиашоу Flugtag’88 (нем. Flugtag — день полётов), которое проводилось на базе ВВС США Рамштайн (нем. Ramstein) в ФРГ. Во время выступления итальянской пилотажной группы Frecce Tricolori столкнулись три из десяти самолётов Aermacchi MB-339PAN. В результате столкновения один из самолётов рухнул на зрителей. Семьдесят человек (включая троих пилотов) погибли и, по разным данным, от 300 до 400 человек получили серьёзные ранения.

## Предшествующие обстоятельства
28 августа 1988 года на авиабазе Рамштайн проводилось ежегодное авиашоу, приуроченное к началу учений НАТО в Западной Европе. На авиабазе собралось более 300 тыс. зрителей из Мюнхена, Штутгарта и многих других городов Германии. Жители города Рамштайн, в котором располагался аэродром ВВС США, в период подготовки авиашоу безрезультатно отправили несколько жалоб центральным и местным властям, так как истребители производили слишком много шума.
В показательных полётах принимала участие итальянская эскадрилья высшего пилотажа «Трёхцветные стрелы» (итал. «Frecce Tricolori») на учебных реактивных самолётах MB-339A. Среди других сложных фигур высшего пилотажа эскадрилья должна была выполнить фигуру, которая называлась «Пронзённое сердце». По плану организаторов истребители должны были разделиться на две группы по 5 и 4 самолёта и сделать «мёртвую петлю», двигаясь в противоположных направлениях и оставляя дымами стилизованное изображение сердца. В нижней точке самолётам предстояло разойтись на близком расстоянии друг от друга. Ещё один, десятый, истребитель должен был отделиться от основной группы и, выполнив мёртвую петлю в перпендикулярной плоскости, пролететь в непосредственной близости от других самолётов, изображая стрелу, пронзающую сердце (см. схему авиационной фигуры). Манёвр был спланирован таким образом, что после расхождения одиночный самолёт должен был пролететь над зрителями на небольшой высоте.
Перед выступлением «Трёхцветных стрел» состоялись показательные полёты истребителей французских, португальских и английских ВВС с выполнением фигур высшего пилотажа.

## Столкновение

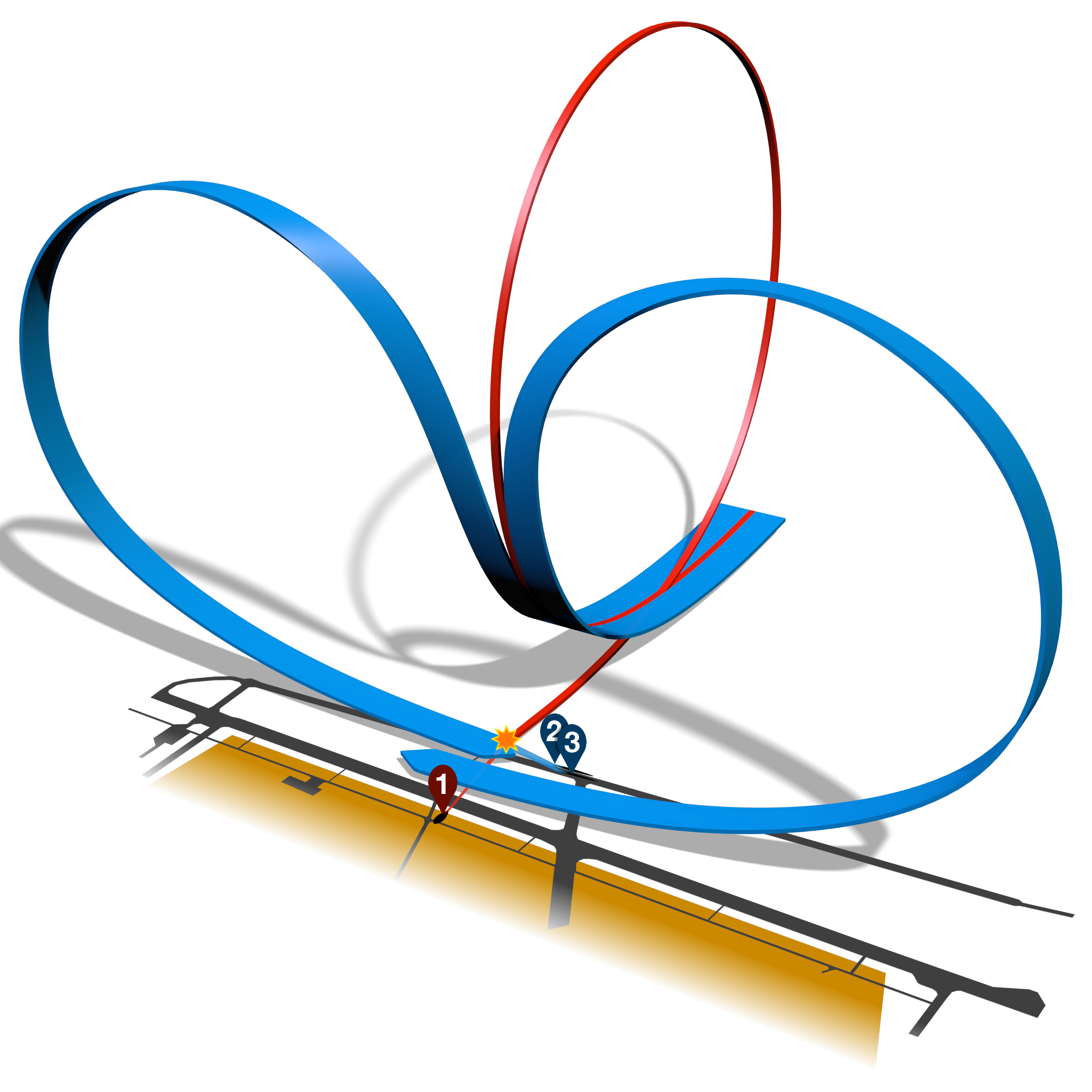
Схема фигуры, во время исполнения которой произошло столкновение

В результате ошибки полковника Иво Нутарелли его одиночный самолёт, изображавший стрелу, на высоте 40 метров столкнулся с одним из самолётов в левой группе, который, потеряв управление, задел и повредил ещё один.
Истребитель Иво Нутарелли перевернулся в воздухе, загорелся и рухнул в толпу зрителей на аэродроме примерно в 200 метрах от VIP-трибуны с высокопоставленными военными и политическими деятелями. Территория, на которой упал самолёт, находилась как раз напротив зоны показательных полётов и поэтому была плотно заполнена зрителями. Столкнувшись с землёй, самолёт взорвался. Начался сильный пожар, вследствие чего на месте падения сразу погиб 31 человек.
Один из повреждённых самолётов упал рядом со спасательным медицинским вертолётом UH-60 (его пилот позже умер от полученных ранений). Пилот этого самолёта Марио Нальдини выжил непосредственно в столкновении и попытался катапультироваться, однако парашют раскрылся лишь частично и пилот погиб, разбившись о землю. Третий самолёт, участвовавший в столкновении, разрушился в воздухе, его обломки упали в стороне от людей. Пилот этого самолёта Джорджио Алессио и Иво Нутарелли погибли в момент столкновения. Оставшиеся в воздухе самолёты пилотажной группы Frecce Tricolori совершили посадку на соседней авиабазе Зембах.
Первую помощь раненым оказали врачи «Скорой помощи», дежурившие на аэродроме. Затем для эвакуации пострадавших было отправлено более 20 немецких и американских медицинских вертолётов военно-воздушных сил США, ADAC и поисково-спасательных служб. Тела погибших складывали в ангаре на авиабазе Рамштайн для опознания родственниками. Личности восьми жертв так и не удалось идентифицировать. Впоследствии ещё 39 человек скончалось в больницах от тяжёлых травм.
В итоге в этой трагедии погибло 70 человек, включая 16 детей. Большая часть детей скончалась в больницах от ожогов. За медицинской и психологической помощью обратилось более тысячи человек.

## После трагедии

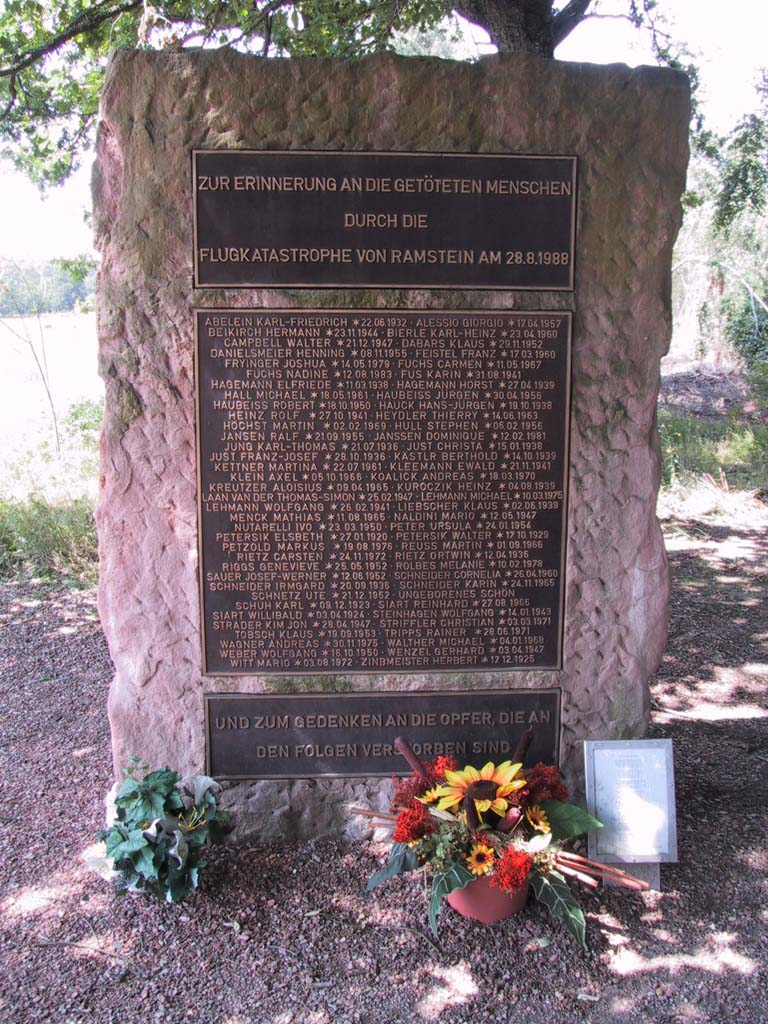
Мемориал жертвам трагедии

Столкновение в Рамштайне было не первой катастрофой, произошедшей во время показательных полётов истребителей, пилотируемых итальянскими экипажами. К примеру, 25 апреля 1970 года в районе Моджо-Удинезе (Италия) во время авиашоу погибло 17 человек на земле. Трагические события в крупнейшем аэродроме ВВС США в Западной Европе привели к многочисленным демонстрациям, участники которых требовали полного запрета проведения показательных полётов, которые несут потенциальную опасность для зрителей. В итоге власти ФРГ, потрясённые масштабами катастрофы, ввели запрет на проведение демонстрационных полётов и воздушных парадов на территории государства. Через три года запрет был отменён, но были разработаны более строгие правила, направленные на обеспечение безопасности зрителей. В частности, манёвры в направлении зрителей были запрещены и установлена минимальная высота для пилотажа.
1 июля 1993 года на авиабазе Рамштайн в рамках показательного выступления пролетели 24 боевых самолёта из шести стран мира. На месте трагедии воздвигнут мемориал.

## В популярной культуре
- Немецкой группой Rammstein была написана песня «Rammstein», рассказывающая о катастрофе на авиашоу.
- Столкновению в Рамштайне был посвящён сюжет американской документальной телепередачи «Shockwave» (22 февраля 2008). В эпизоде показывается видео момента столкновения и последствий катастрофы.